# Epiro settentrionale

La regione dell'Epiro tra Albania e Grecia: in grigio la regione storica; in verde le principali aree ellenofone nel 1918; in giallo l'Epiro attuale; la linea a puntini rossi delimita il territorio occupato dai greci durante la prima delle guerre balcaniche (1912-13).

L'Epiro settentrionale è la regione storica che corrisponde alla parte meridionale dell'Albania abitata da una minoranza greca costituita da circa 90.000 persone. Secondo statistiche ufficiali albanesi si tratterebbe in realtà di 30.000, mentre secondo un'organizzazione greca il numero sale a 360.000 persone.
Il governo della Grecia sostiene che questo territorio è abitato principalmente da greci, mentre il governo dell'Albania dichiara che è territorio a maggioranza albanese con minoranze greche.

Nel sud dell'Albania ci sono villaggi in cui il greco è la lingua predominante. Ci sono stati molti piccoli scontri fra le minoranze greche e le autorità albanesi. Il governo di Tirana denuncia presunte interferenze nella politica locale del sud dell'Albania da parte del governo greco, quali: l'innalzamento della bandiera greca sul territorio albanese, della lingua insegnata a scuola, ecc.; tuttavia, le reazioni delle autorità locali, nella maggior parte dei casi, è stata non-violenta.
Nella Regione è praticata principalmente la religione cristiana di rito greco ortodosso.